# Kampen
Kampen – miasto we wschodniej Holandii, w prowincji Overijssel. Według danych szacunkowych na rok 2007 liczy 49 345 mieszkańców.
W mieście rozwinął się przemysł mięsny oraz zbożowy.

## Miasta partnerskie
- Soest, Niemcy
- Meinerzhagen, Niemcy
- Pápa, Węgry
- Ejlat, Izrael